# 제시카 더블린
제시카 더블린(Jessica Dublin, 1918년 7월 9일 ~ 2012년 7월 21일)은 미국의 배우, 영화배우이다.
뉴욕에서 태어났으며 뉴욕에서 사망하였다.

## 영화
- 아프로디시악 (1998년)
- 톡식 어벤저 3 (1989년)
- 톡식 어벤저 2 (1989년)
- 트로마스 워 (1988년)
- 이탈리안 커넥션 (1972년)
- 라스트 레벨 (1971년)
- 프래그먼트 오브 피어 (1970년)
- 디피트 오브 더 마피아 (1970년)